# 肖利平
肖利平（1966年—），江西吉安人，汉族，中华人民共和国政治人物、第十二届全国人民代表大会江西地区代表。
毕业于华中科技大学EMBA专业。2013年，担任全国人大代表。2018年2月24日，当选为第十三届全国人大代表。